# Парки, Рикки
Рикки Парки (англ. Rickey Parkey; 7 ноября 1956, Морристаун, Теннесси, США — 7 апреля 2024, Морристаун, Теннесси) — американский боксёр-профессионал, выступавший в первой тяжёлой (Cruiserweight) весовой категории. Является экс-чемпионом мира по боксу по версии МБФ (IBF).
Наилучшая позиция в мировом рейтинге: ???-й.
Умер 7 апреля 2024 года в Морристауне, штат Теннесси, в возрасте 67 лет.

## Результаты боёв
| Бой | Дата | Соперник | Судьи | Место боя | Раундов | Результат | Дополнительно |
| --- | ---- | -------- | ----- | --------- | ------- | --------- | ------------- |
|     |      |          |       |           |         |           |               |
| Бой | Дата | Соперник | Судьи | Место боя | Раундов | Результат | Дополнительно |